# Équipe du Cameroun de football à la Coupe du monde 1990
L'équipe du Cameroun de football participe à sa deuxième Coupe du monde en 1990, en Italie. Les Lions, entraînés par le russe Valeri Nepomniachi (qui ne parle que quelques mots d'anglais et pas un mot de français), vont causer la plus grosse surprise du tournoi en s'imposant lors du match d'ouverture contre le tenant du titre, l'Argentine de Diego Maradona (1-0, but de François Omam-Biyik). Après une deuxième victoire obtenue contre la Roumanie (2-1, doublé de Roger Milla) et malgré une déconvenue contre l'URSS (0-4), ils terminent premiers du groupe B et se qualifient pour les huitièmes de finale, où ils battent la Colombie (2-1 après prolongation). À cette occasion, Roger Milla, 38 ans, rappelé in extremis en sélection, avant la Coupe du monde, inscrit 2 nouveaux buts. Le Cameroun devient le premier pays africain à atteindre les quarts de finale d'une Coupe du monde. Au Stade San Paolo de Naples, ils sont éliminés de justesse par l'Angleterre (2-3 après prolongation après avoir mené 2-1). De là, s'est construit la réputation des Lions Indomptables.

## Maillot
| Couleurs | Vert, rouge et jaune |
| Domicile | Extérieur            |

## Effectif
La liste des vingt-deux joueurs sélectionnés pour le mondial :
| Numéro / Nom       | Numéro / Nom        | Club                            | Date de naissance  | J.              | Buts            |                 |                 |                 |
| Gardiens de but    | Gardiens de but     | Gardiens de but                 | Gardiens de but    | Gardiens de but | Gardiens de but | Gardiens de but | Gardiens de but | Gardiens de but |
| ------------------ | ------------------- | ------------------------------- | ------------------ | --------------- | --------------- | --------------- | --------------- | --------------- |
| 1                  | Joseph-Antoine Bell | Girondins de Bordeaux           | 8 octobre 1954     | 0               | 0               | 0               | 0               | 0               |
| 16                 | Thomas Nkono        | Espanyol Barcelone              | 20 juillet 1956    | 5               | 0               | 2               | 0               | 0               |
| 22                 | Jacques Songo'o     | Sporting Toulon Var             | 17 mars 1964       | 0               | 0               | 0               | 0               | 0               |
| Défenseurs         |                     |                                 |                    |                 |                 |                 |                 |                 |
| 3                  | Jules Onana         | Canon Yaoundé                   | 12 juin 1964       | 3               | 0               | 2               | 0               | 0               |
| 4                  | Benjamin Massing    | US Créteil (D2)                 | 20 juin 1962       | 2               | 0               | 2               | 0               | 1               |
| 5                  | Bertin Ebwellé      | Tonnerre Yaoundé                | 11 septembre 1962  | 5               | 0               | 0               | 0               | 0               |
| 6                  | Emmanuel Kundé      | Prévoyance Yaoundé              | 15 juillet 1956    | 4               | 1               | 0               | 0               | 0               |
| 12                 | Alphonse Yombi      | Canon Yaoundé                   | 30 juin 1969       | 0               | 0               | 0               | 0               | 0               |
| 14                 | Stephen Tataw cap.  | Tonnerre Yaoundé                | 31 mars 1963       | 5               | 0               | 0               | 0               | 0               |
| 17                 | Victor Ndip         | Canon Yaoundé                   | 20 août 1967       | 4               | 0               | 2               | 0               | 0               |
| Milieux de terrain |                     |                                 |                    |                 |                 |                 |                 |                 |
| 2                  | André Kana-Biyik    | FC Metz                         | 1er septembre 1965 | 3               | 0               | 2               | 0               | 1               |
| 8                  | Emile Mbouh         | Le Havre AC (D2)                | 30 mai 1966        | 4               | 0               | 2               | 0               | 0               |
| 13                 | Jean-Claude Pagal   | La Roche VF (D2)                | 15 septembre 1964  | 3               | 0               | 0               | 0               | 0               |
| 15                 | Thomas Libiih       | Tonnerre Yaoundé                | 17 novembre 1967   | 2               | 0               | 0               | 0               | 0               |
| 19                 | Roger Feutmba       | Union Douala                    | 31 octobre 1968    | 0               | 0               | 0               | 0               | 0               |
| 20                 | Cyrille Makanaky    | Sporting Toulon Var             | 28 juin 1965       | 5               | 0               | 0               | 0               | 0               |
| 21                 | Emmanuel Maboang    | Canon Yaoundé                   | 27 novembre 1968   | 0               | 0               | 0               | 0               | 0               |
| Attaquants         |                     |                                 |                    |                 |                 |                 |                 |                 |
| 7                  | François Omam-Biyik | Stade lavallois (D2)            | 21 mai 1966        | 5               | 1               | 0               | 0               | 0               |
| 9                  | Roger Milla         | JS Saint-Pierroise (La réunion) | 20 mai 1952        | 5               | 4               | 2               | 0               | 0               |
| 10                 | Louis-Paul Mfédé    | Canon Yaoundé                   | 26 février 1962    | 5               | 0               | 0               | 0               | 0               |
| 11                 | Eugène Ekéké        | Valenciennes FC (D2)            | 30 mai 1960        | 1               | 1               | 0               | 0               | 0               |
| 18                 | Bonaventure Djonkep | Union Douala                    | 20 août 1961       | 1               | 0               | 0               | 0               | 0               |
| Sélectionneur      |                     |                                 |                    |                 |                 |                 |                 |                 |
|                    | Valeri Nepomniachi  |                                 | 7 août 1943        |                 |                 |                 |                 |                 |

## Qualifications

### Second tour

#### Groupe C
8 janvier 1989 à Yaoundé (Cameroun) :  Cameroun 1 - 1  Angola
22 janvier 1989 à Libreville (Gabon) :  Gabon 1 - 3  Cameroun
10 juin 1989 à Enugu (Nigeria) :  Nigeria 2 - 0  Cameroun
25 juin 1989 à Luanda (Angola) :  Angola 1 - 2  Cameroun
13 août 1989 à Yaoundé (Cameroun) :  Cameroun 2 - 1  Gabon
27 août 1989 à Yaoundé (Cameroun) :  Cameroun 1 - 0  Nigeria
| Rang | Équipe   | Pts | J | V | N | D | BP | C | Dif |
| ---- | -------- | --- | - | - | - | - | -- | - | --- |
| 1    | Cameroun | 9   | 6 | 4 | 1 | 1 | 9  | 6 | 3   |
| 2    | Nigeria  | 7   | 6 | 3 | 1 | 2 | 7  | 5 | 2   |
| 3    | Angola   | 4   | 6 | 1 | 2 | 3 | 6  | 7 | -1  |
| 4    | Gabon    | 4   | 6 | 2 | 0 | 4 | 5  | 9 | -4  |

### Tour final
8 octobre 1989 à Yaoundé Cameroun :  Cameroun 2 - 0  Tunisie
19 novembre 1989 à Tunis (Tunisie) :  Tunisie 0 - 1  Cameroun

## Phase finale

### Premier tour
Les champions du monde sortants argentins évitent l'élimination en étant classés parmi les meilleurs troisièmes repêchés pour les huitièmes de finale. Le Cameroun termine premier avec 4 points. Malgré sa victoire sur le Cameroun, l'URSS reste dernière du groupe et est éliminée.
| Classement du groupe B |                  |     |   |   |   |   |    |    |      |
|                        | Équipe           | Pts | J | G | N | P | BP | BC | Diff |
| 1                      | Cameroun         | 4   | 3 | 2 | 0 | 1 | 3  | 5  | -2   |
| 2                      | Roumanie         | 3   | 3 | 1 | 1 | 1 | 4  | 3  | +1   |
| 3                      | Argentine        | 3   | 3 | 1 | 1 | 1 | 3  | 2  | +1   |
| 4                      | Union soviétique | 2   | 3 | 1 | 0 | 2 | 4  | 4  | 0    |

| 8 juin  | Cameroun         | 1 | 0 | Argentine        |
| 9 juin  | Roumanie         | 2 | 0 | Union soviétique |
| 13 juin | Argentine        | 2 | 0 | Union soviétique |
| 14 juin | Roumanie         | 1 | 2 | Cameroun         |
| 18 juin | Argentine        | 1 | 1 | Roumanie         |
| 18 juin | Union soviétique | 4 | 0 | Cameroun         |

| 8 juin 1990 Match d'ouverture | Argentine | 0 - 1 | Cameroun       | Stade Giuseppe Meazza, Milan                    |                                                 |
| 18:00                         |           |       | Omam-Biyik 67e | Spectateurs : 73 780 Arbitrage : Michel Vautrot | Spectateurs : 73 780 Arbitrage : Michel Vautrot |
| 18:00                         | (Rapport) |       |                | Spectateurs : 73 780 Arbitrage : Michel Vautrot | Spectateurs : 73 780 Arbitrage : Michel Vautrot |

| 14 juin 1990 | Cameroun       | 2 - 1 | Roumanie   | Stadio San Nicola, Bari                            |                                                    |
| 17:00        | Milla 76e, 86e |       | Balint 88e | Spectateurs : 38 687 Arbitrage : Hernán Silva Arce | Spectateurs : 38 687 Arbitrage : Hernán Silva Arce |
| 17:00        | (Rapport)      |       |            | Spectateurs : 38 687 Arbitrage : Hernán Silva Arce | Spectateurs : 38 687 Arbitrage : Hernán Silva Arce |

| 18 juin 1990                      | Cameroun  | 0 - 4 | Union soviétique                                                | Stadio San Nicola, Bari                              |                                                      |
| 21:00 · Historique des rencontres |           |       | Protasov 20e · Zygmantovich 29e · Zavarov 55e · Dobrovolski 63e | Spectateurs : 37 307 Arbitrage : José Roberto Wright | Spectateurs : 37 307 Arbitrage : José Roberto Wright |
| 21:00 · Historique des rencontres | (Rapport) |       |                                                                 | Spectateurs : 37 307 Arbitrage : José Roberto Wright | Spectateurs : 37 307 Arbitrage : José Roberto Wright |

### Huitièmes-de-finale
Le Cameroun devient la première équipe africaine à se qualifier pour les quarts de finale de la Coupe du monde en battant la Colombie grâce à un doublé de Roger Milla après prolongation.
| 23 juin 1990                      | Cameroun         | 2 - 1 a. p. | Colombie   | Stadio San Paolo, Naples                       |                                                |
| 17:00 · Historique des rencontres | Milla 106e, 109e |             | Redín 115e | Spectateurs : 50 026 Arbitrage : Tullio Lanese | Spectateurs : 50 026 Arbitrage : Tullio Lanese |
| 17:00 · Historique des rencontres | (Rapport)        |             |            | Spectateurs : 50 026 Arbitrage : Tullio Lanese | Spectateurs : 50 026 Arbitrage : Tullio Lanese |

### Quarts-de-finale
L'Angleterre met fin à la belle aventure camerounaise en inscrivant le but de la qualification sur pénalty durant la prolongation.
| 1er juillet 1990                  | Angleterre                                | 3 - 2 a. p. | Cameroun                    | Stadio San Paolo, Naples                                |                                                         |
| 21:00 · Historique des rencontres | Platt 25e · Lineker 83e (pen), 105e (pen) |             | Kundé 61e (pen) · Ekéké 65e | Spectateurs : 55 205 Arbitrage : Edgardo Codesal Méndez | Spectateurs : 55 205 Arbitrage : Edgardo Codesal Méndez |
| 21:00 · Historique des rencontres | (Rapport)                                 |             |                             | Spectateurs : 55 205 Arbitrage : Edgardo Codesal Méndez | Spectateurs : 55 205 Arbitrage : Edgardo Codesal Méndez |